# XII Congresso del Partito Comunista Italiano
Il XII Congresso del Partito Comunista Italiano si tenne a Bologna dall'8 al 15 febbraio 1969.

## Storia
Il Congresso aveva alle spalle il 1968, anno turbinoso e pieno di fermenti. Nel campo socialista emerse l’intervento armato del Patto di Varsavia per soffocare la “primavera di Praga”, operazione che il PCI condannò subito e senza mezzi termini. Questa netta presa di posizione riaffermò con forza il valore che i comunisti italiani attribuivano alle scelte autonome di ciascun partito e alla libertà di seguire le vie nazionali per il raggiungimento del socialismo – e da lì cominciarono ad acuirsi le differenze fra il PCI e i partiti comunisti dell’est, con particolare riguardo al PCUS. A Parigi e poi a macchia d'olio i movimenti giovanili furono protagonisti della scoperta di una nuova soggettività che metteva in discussione l’ordine costituito, e di nuovo il PCI non indugiò ad adeguare alcuni aspetti della sua politica alle novità di cui le masse giovanili erano portatrici.
All'assise comunista si arrivò dopo 109 congressi di federazione, 10 000 congressi di sezione e con gli interventi di più di 100 000 iscritti e militanti. A differenza dei congressi passati, l’articolazione del XII presentò una innovazione significativa. La relazione introduttiva, come di consueto, fu affidata al Segretario Luigi Longo, ma questa volta dell'intervento conclusivo fu incaricato Enrico Berlinguer, che era stato investito del ruolo di vicesegretario. Entrambi i due dirigenti facevano parte della Direzione che vedeva anche Alinovi, Amendola, Bufalini, Sergio Cavina, Chiaromonte, Colombi, Cossutta, Di Giulio, Fanti, Galluzzi, Ingrao, Iotti, Lama, Macaluso, Minucci, Napolitano, Natta, Novella, Occhetto, Pajetta, Pecchioli, Reichlin, Romeo, Rinaldo Scheda, Sereni, Seroni, Scoccimarro, Terracini e Tortorella.
Nel dibattito che si svolse in Commissione elettorale, la maggioranza dei componenti si schierò contro la permanenza nel partito (e perciò fra i candidati negli organismi dirigenti) del gruppo che faceva capo ad Aldo Natoli, Luigi Pintor e Rossana Rossanda, nonostante il parere di segno opposto espresso da Berlinguer, Longo, Amendola e Pajetta.